# Velp (Gelderland)
Velp is een dorp in de gemeente Rheden in de Nederlandse provincie Gelderland. Het grenst zowel aan de plaatsen Rheden en Rozendaal (gemeente Rozendaal) als aan de stad Arnhem (gemeente Arnhem). 
Velp telt 18.280 inwoners (2023) en heeft een oppervlakte van ca. 11,01 km². De A12 vormt de scheidingslijn tussen Arnhem en Velp. Andere belangrijke verkeersaders zijn de A348 en de N785. Velp wordt doorkruist door de spoorlijn Arnhem-Zutphen. Ten noorden van deze spoorlijn bevinden zich groene, rustige villawijken. Velp-Zuid wordt gekenmerkt door de oude kern oorspronkelijk uit de negende eeuw, rondom de oude dorpskerk de Oude Jan uit de twaalfde eeuw, met negentiende-eeuwse villa's en meer eenvoudige bebouwing van recente datum. 
Ten noorden van Velp ligt de bekende Emmapiramide.

## Geschiedenis
De eerste vermelding van Velp stamt uit 891 of 892 onder de naam Pheleppe als een zekere Walto een schenking doet aan de abdij van Lorsch. 
Op 1 januari 1812 werd de gemeente Rheden gesplitst in de gemeenten Dieren en Velp. Bij de nieuwe gemeente Velp werd ook het dorp Rozendaal gevoegd. Al op 1 januari 1818 werd deze gemeente weer opgeheven. Velp en Dieren gingen weer op in de gemeente Rheden en Rozendaal werd een zelfstandige gemeente.

### Goudschat van Velp
In 1851 werd in Velp een schat opgegraven, bestaande uit Merovingische gouden kunstvoorwerpen. De schat werd verkocht aan Pruisen. In 1945 werd hij uit Berlijn meegenomen door de Russische bezettingsmacht. Sindsdien ligt hij in het museum van Moskou. 

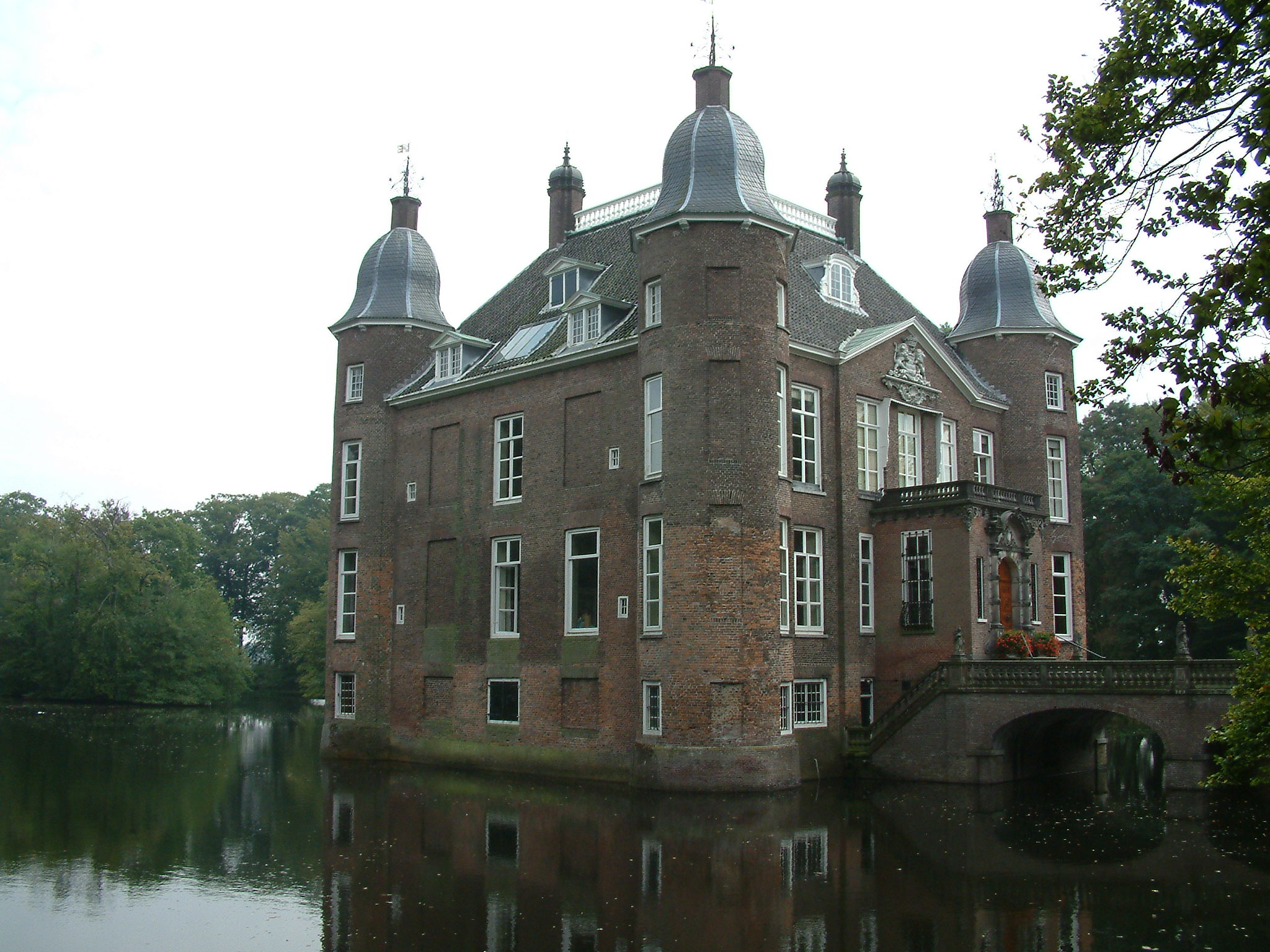
Kasteel Biljoen

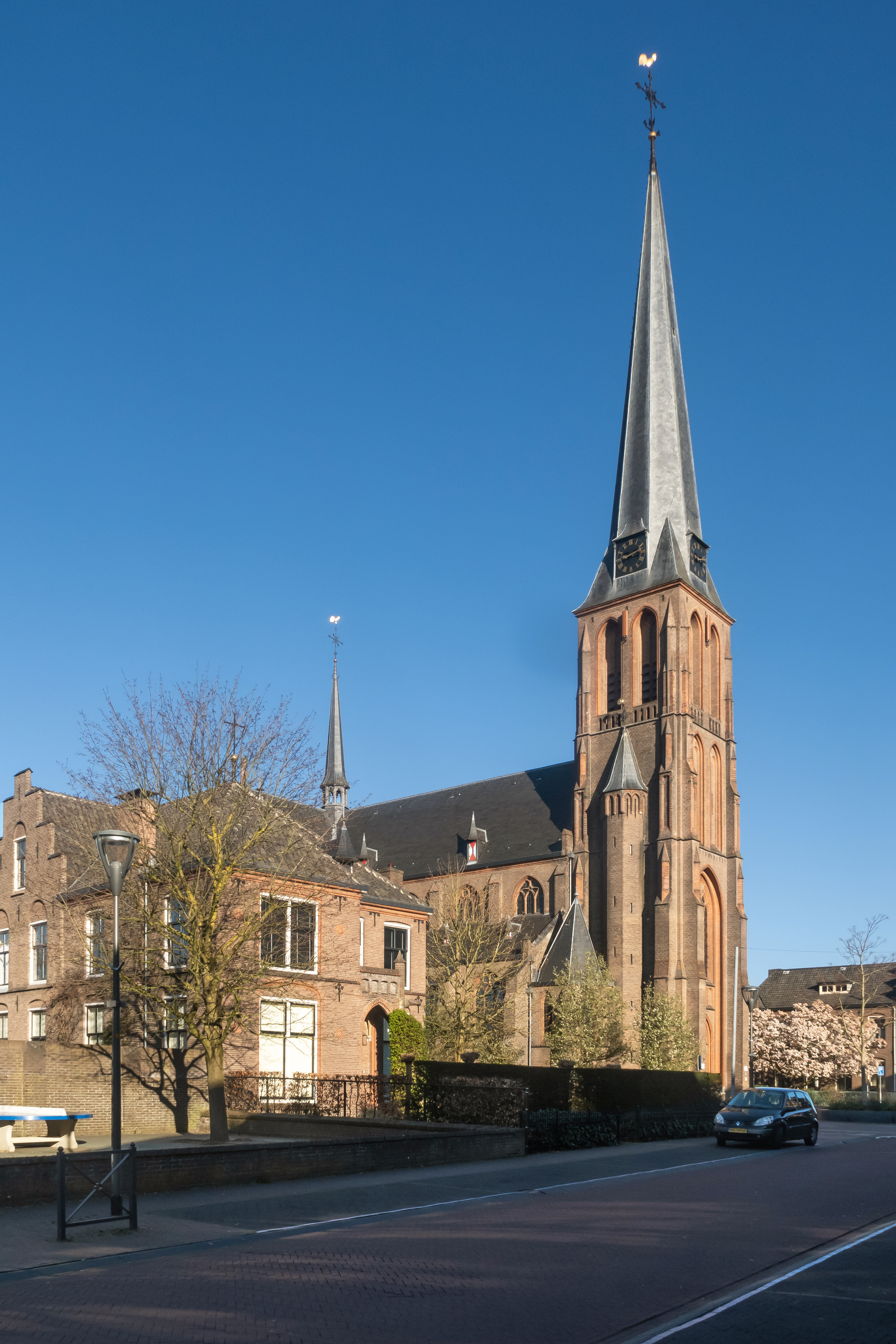
Velp, Onze Lieve Vrouw Visitatiekerk

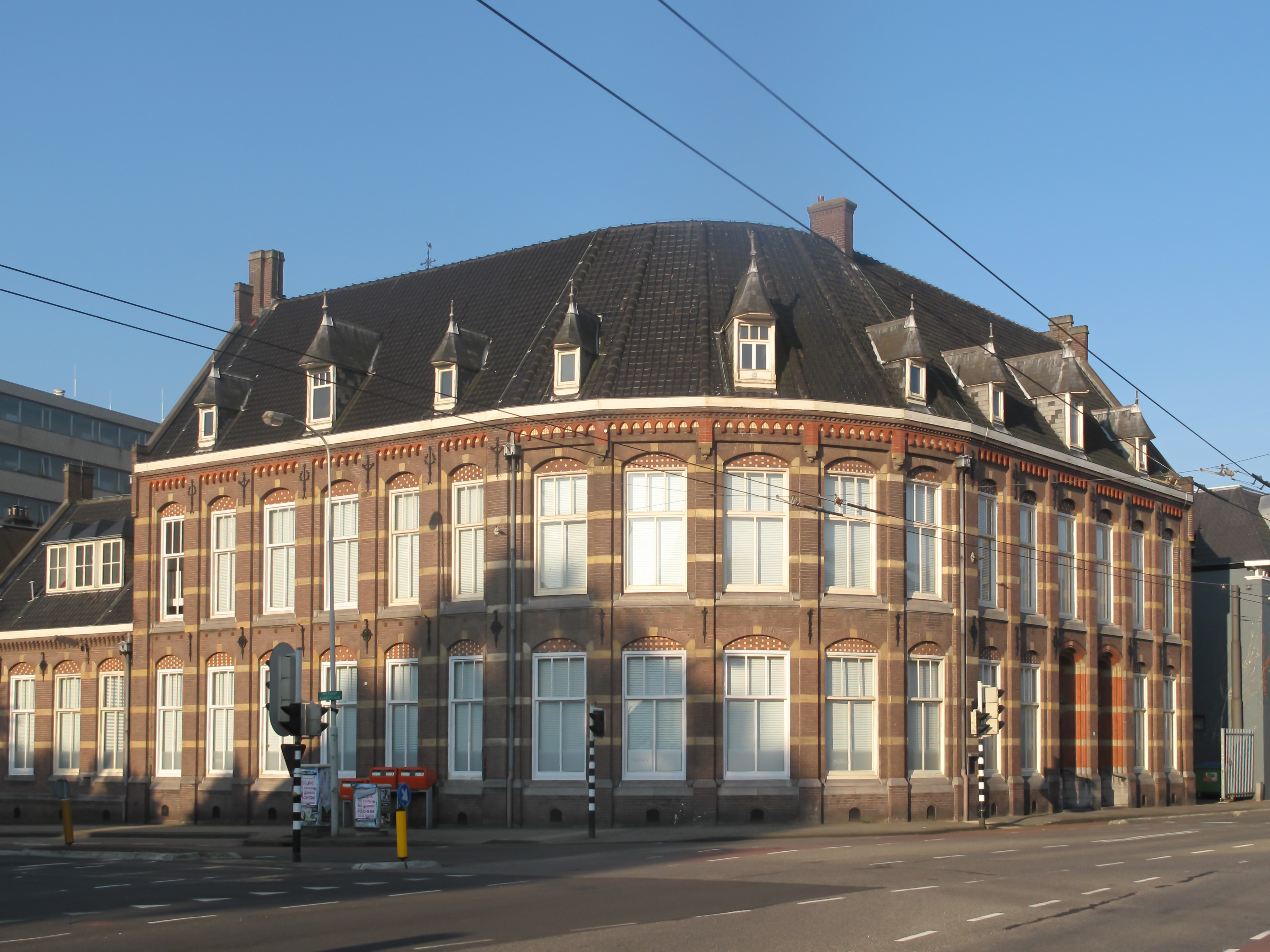
Voormalig postkantoor aan de Hoofdstraat

### Velp in de Tweede Wereldoorlog
Het dorp Velp werd als laatste langs de oostelijke Veluwezoom in de regio door de Wehrmacht op in de nacht van 10 op 11 mei 1940 ingenomen. Diverse gebouwen en woningen werden door de bezetter geconfisqueerd. Velp behoort tot de Nederlandse dorpen die met zijn inwoners het meest geleden hebben onder de Duitse bezetting gedurende de Tweede Wereldoorlog. Dit kwam onder meer doordat het dorp strategisch was gelegen vanwege het feit dat de doorgaande route Arnhem-Zutphen door het dorp liep, en de grote hoeveelheid dichte, dekking biedende bebossing.
Het dorp werd op 16 april 1945 bevrijd.

## Monumenten en bezienswaardigheden
- Gelders Geologisch Museum
- Kasteel Biljoen
- Nederlands Hervormde Kerk
- Oude begraafplaats Reinaldstraat (1834)
- Rijksbeschermd gezicht Velp - Villapark Overbeek

- Lijst van rijksmonumenten in Velp
- Lijst van gemeentelijke monumenten in Velp

## Evenementen
- Koningsdagactiviteiten - Aubade en straattekenen Hoofdstraat Velp, de Koninginnedagmarkt in Velp is uitgegroeid tot de grootste particuliere markt in het Oosten van Nederland (meer dan 180 kramen), kleiduifschieten, De Oranje Klassieker Rit Velp vertrekt vanaf de Van Spaenallee, 150 oldtimers, voor Kasteel Biljoen, Villaparkconcert.
- Velleper Donderdagen - De laatste donderdag in juli en de eerste donderdag in augustus is het feest op en rond de Hoofdstraat. De Velleper Donderdagen begonnen als een serie van vier opeenvolgende donderdagen in de vakantieperiode. Sinds 2017, na een traditie van 37 jaar, zijn er nog maar twee donderdagen over. Na een referendum onder de leden van de ondernemersvereniging werd in 2023 weer een derde donderdag toegevoegd aan de serie, de tweede donderdag van augustus.[5]
- Posbankloop, hardloopevenement dat jaarlijks plaatsvindt in september.
- Carnaval, georganiseerd door twee carnavalsverenigingen

## Hoger beroepsonderwijs
Hogeschool Van Hall Larenstein heeft vestigingen in Leeuwarden en in Velp. Er zijn twee studentenverenigingen aan deze hogeschool verbonden in Velp. Dit zijn Arboricultura en Quercus. Deze eerste is in 1908 opgericht in Boskoop en na een fusie van de Rijkstuinbouwschool met Van Hall Larenstein in 1993 naar Velp verhuisd.

## Geboren
- A.W.P. Verkerk Pistorius (1838-1893), publicist en ambtenaar in Nederlands-Indië
- Mina Kruseman (1839-1922), feministe, voordrachtskunstenares, schrijfster, actrice en zangeres
- Gerhardus Bulten (1871-1955), politicus
- Herman van Remmen (1889-1967), beeldhouwer
- J.W.F. Werumeus Buning (1891-1958), schrijver
- Daniël de Blocq van Scheltinga (1903-1962), jonkheer en politicus
- Johan Mekkink (1904-1991), kunstenaar, museumdirecteur
- Pieter Geraedts (1911-1978), kunstschilder en glazenier
- Dirk Theodorus Geerlings (1914-1945), spoorwegingenieur en verzetsman
- Jo Teunissen-Waalboer (1919-1991), atlete
- Jan Siebelink (1938), schrijver
- John Jansen van Galen (1940), schrijver-journalist
- Miep Brons-Tang (1943-2016), zakenvrouw
- Charles Bijleveld (1944), medicus, kinderarts en kindergastro-enteroloog
- Koos van Zomeren (1946), schrijver
- Karel Aalbers (1949), voetbalvoorzitter
- Ella Schadd-de Boer (1949), burgemeester
- Sammy van Tuyll van Serooskerken (1951), politicus
- Lydia Rood (1957), schrijfster
- Jan Goossens (1958), voetballer
- René Klaassen (1961), hockey-international
- Ho-Pin Tung (1982), autocoureur
- Jhon van Beukering (1983), voetballer
- Frank Futselaar (1991), atleet
- Michael Verrips (1996), doelman
- Benthe König (1998), atlete
- Valentijn Jeukendrup (2009) cellist

## Overleden
- Jean François Bijleveld (1794-1875), politicus
- Bernard ter Haar (1806-1880), dominee en dichter
- Catharina van Rees (1831-1915), componiste, schrijfster en feministe
- Simon Abramsz (1867-1924), schrijver
- August Eduard Zimmerman (1861-1926), burgemeester
- Louis Bouwmeester (violist) (1882-1931), violist
- Mence Dros-Canters (1900-1934), sportvrouw
- Anne Willem Jacob Joost van Nagell (1851-1936), burgemeester
- Louis François Joseph Maria van Voorst tot Voorst (1870-1939), politicus
- Hélène Swarth (1859-1941), dichteres
- Marius Adrianus Brandts Buys jr. (1874-1944), dirigent en componist
- Henri Bloemers (1880-1947), politicus, bestuurder en burgemeester
- Nico Vijlbrief (1890-1972), politicus
- Nicolaas Frederik Cambier van Nooten (1892-1972), politicus en burgemeester
- Hendrik Adams (1900-1980), politicus Boerenpartij
- Jo Meynen (1901-1980), politicus
- L.H.H.R. van Wensen (1899-1984), burgemeester
- Dirk van der Voort (1901-1971), politicus, verzetsstrijder
- Johan van der Woude (1906-1979), schrijver
- Bernard Drukker (1910-1992), organist
- F.W. van Heerikhuizen (1910-1969), literair historicus en dichter
- Carel Beke (1913-2007), schrijver
- Guus Dijkhuizen (1937-2013), schrijver, publicist en galeriehouder
- Ludwig Otten (1924-2016), componist
- Thea Witteveen (1929-2017), schrijfster
- Annie van Harten (1922-2024), Nederlandse verzetsstrijdster

## Trivia
- De gemeente Rheden besloot in december 2008 een plantsoen te vernoemen naar prinses Catharina-Amalia, het Prinses Catharina-Amalia Plantsoen. Daarbij werd ervoor gekozen, de volledige eerste voornaam met het koppelteken in de straatnaam te gebruiken. Catharina-Amalia is de eerste voornaam van de prinses. Ook naar de prinsessen Alexia en Ariane werden straten vernoemd: het Prinses Alexia Julianapad, en het Prinses Ariane Wilhelminapad.
- Tussen 1952 en 2001 woonde de "Zwarte weduwe" Florrie Rost van Tonningen Heubel in de villa Ben Trovato aan de Kluizenaarsweg in het dorp.

## Externe link

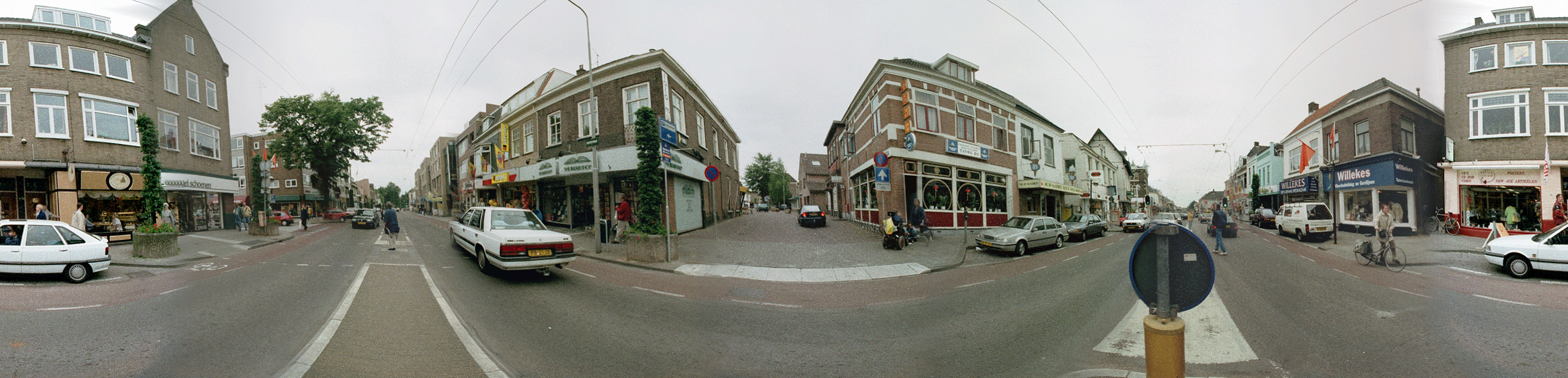
360° Panorama, Hoofdstraat, Velp (Gld).

Panorama vanuit de lucht van Velp